# Alfredo Berti
Alfredo Jesús „Loco” Berti (ur. 5 października 1971 w Empalme Villa Constitución) – argentyński piłkarz występujący na pozycji defensywnego pomocnika, trener piłkarski, od 2024 roku prowadzi Independiente Rivadavia.